# Lavinia Goodell
Lavinia Goodell (Utica, Nova York, 2 de maig de 1839 - Janesville, Wisconsin, 31 de març de 1880), també coneguda com a Rhoda Lavinia Goodell, va ser la primera dona amb llicència per exercir el dret a Wisconsin.
Goodell era filla del destacat abolicionista William Goodell. Va treballar al diari del seu pare, The Principia, i a Harper's Magazine abans d'instal·lar-se a Janesville al Wisconsin el 1871.
El 1874 Lavinia, que havia estudiat dret de manera autodidàctica, va ser admesa al col·legi d'advocats de Rock County i va convertir-se en la primera dona advocada de l'estat de Wisconsin. El 1876, se li va denegar la petició per exercir davant el Tribunal Suprem de Wisconsin. El jutge principal, Edward G. Ryan, va mostrar indignació per aquesta petició i la va descriure com una sortida de l'ordre de la natura.
El 1877, John Cassoday, que era un simpatitzant de Goodell, va ser elegit portaveu de l'assemblea i va fer servir la seva influència per a promulgar la llei que va permetre que les dones poguessin exercir al Tribunal Suprem. El 1880, Goodell va guanyar el seu primer cas a la Cort Suprema de Wisconsin, poc abans de morir de càncer a Janesville, Wisconsin.
L'escriptora Betty Diamond va inspirar-se en la vida de Goodell per escriure l'obra de teatre Lavinia. L'any 2012, la jutgessa en cap de Wisconsin, Shirley Abrahamson, l'Oficina del Tribunal de l'Estat i diversos prestigiosos professors d'estudis de la dona, van proposar al Wisconsin Humanities Council (WHC, Consell d'Humanitats) subvencionar el 2014 la recerca de Diamond i després la representació de l'obra, resultat d'aquest estudi, durant un gir a l'estat. El 2019, el WHC va finançar la publicació d'una biografia en línia. El novembre del mateix anys, el Col·legi d'Advocats de l'Estat li va atorgar pòstumament el Lifetime Innovator Award, un premi a la seva trajectòria com a innovadora del dret.